# Lawrence Fritts
Lawrence Fritts (* 31. Dezember 1952 in Richland, Washington) ist ein US-amerikanischer Komponist und Musikpädagoge.
Fritts studierte an der University of Chicago bei Shulamit Ran, John Eaton und Ralph Shapey. Er ist Professor für Komposition an der University of Iowa, deren Studio für elektronische Musik er seit 1994 leitet. Fritts’ Kompositionen für klassische und elektroakustische Instrumente wurden bei zahlreichen internationalen Konferenzen und Festivals aufgeführt und von Ensembles wie dem New Music Ensemble der New York University, den Contemporary Chamber Players der University of Chicago und Solisten wie Matthew Sintchak, Melissa Reiser, Kara Brown, Karin de Fleyt, Michael Giles, Kristin Thelander, Christine Bellomy, Tadeu Coelho, Benjamin Coelho und Jeffrey Lyman aufgeführt.
Er referierte bei internationalen Konferenzen zur elektronischen und Computermusik und veröffentlichte Artikel in Zeitschriften und Publikationen wie Music Theory Spectrum, Computer Music Journal, Array, Systems Research in the Arts, Bulletin of the Council for Research in Music Education und Papers Presented to the American Mathematical Society. Er erhielt Auszeichnungen des International Institute for Advanced Studies in Systems Research and Cybernetics, der Arts and Humanities Initiative und der Iowa Informatics Initiative und war Preisträger der Bourges International Electroacoustic Music Competition. 2002 war er Gastgeber der nationalen Konferenz der Society for Electro-Acoustic Music in the United States (SEAMUS) an der University of Iowa.

## Werke
- Intrada für Bläserquartett, 1978
- World Press in Review, elektronische Fernsehmusik, 1979
- String Quartet No. 1, 1979
- The Veil für Gitarre und Tonband, 1980
- Music from Omelas für Tonband, 1980
- In hora ultima für Orchester, Doppelchor und Tonband, 1981
- When a happy thing falls für Streichorchester, 1981
- Music in State für Tonband, 1981
- Masque Electrique für Tonband, 1981
- Sirens für Tonband, 1982
- Male Lingua für Tonband, 1982
- American Lunch, elektronische Filmmusik, 1982
- The Ranch, elektronische Filmmusik, 1982
- Songs from the Caucasion Chalk-Circle für Gitarrentrio und Stimmen, 1982
- Composition for Solo Clarinet, 1983
- Variations, Tonband, 1983
- Nyet, Nyet, Natasha für Toinband, 1984
- Composition for Synthesizer, 1984
- Subrisio Saltat für Flöte, 1985
- Momente für Klavier, 1985
- Duet für Violine, Viola und Computer, 1986
- Metra für Tonband, 1986
- Composition für Klavier, 1988
- Tetraktys für Tonband, 1990
- Green Run für Tonband, 1994
- Minute Variations für Tonband, 1996
- Free Translations für Horn und Tonband, 1997
- Thought-Forms für Tonband, 1997
- 4 mod 4 für Flöte, Klarinette, Violine und Cello, 1998
- Eleatics für Tonband, 1998
- Forma Partis für Klarinette, 1999
- Doctrine of Chances für Tonband, 1999
- Orthogonality für Saxophon und Tonband, 1999
- Pre-images für Fagott und Tonband, 1999
- Mappaemundi, Video (mit Sue Hettmansperger), 2001
- Life-Drawing für Flöte und Tonband, 2001
- Simple Matter für Tonband, 2002
- Natural Language für Mezzosopran und Video (mit Sue Hettmansperger), 2003
- Musicometry I für Klarinette und Tonband, 2004
- Monsterology für Orchester und Tonband, 2005
- The Boy Kicked the Ball für Tonband, 2005
- Imprimitivity für Klavier und Tonband, 2006